# Stanisław Małachowski
Pour les articles homonymes, voir Małachowski.
Stanisław Małachowski armories Nałęcz (1736-1809) est un homme d'État, président de la « Grande Diète » (1788-1792) et père de la Constitution polonaise du 3 mai 1791. 

## Biographie
Stanisław Małachowski commence sa carrière politique dès l'âge de vingt deux ans. Comme député en 1758, et pendant son mandat, il fait preuve d'une intégrité irréprochable. Membre du conseil permanent (Rada Nieustająca) (1776-1780), maréchal du tribunal de la Couronne en 1774, procureur de la Couronne, Grand référendaire (Referendarz Wielki Koronny) de 1780 à 1792 et maréchal de la Grande Diète de 1788 à 1792.
Małachowski est préfet de la région de Sandomierz, et en 1782 il reçoit du roi Stanislas l'Ordre de l'Aigle blanc. Élu Maréchal de la Diète de l'association polonais-lituanien en 1788, il préside les travaux de la Grande Diète et travaille en étroite collaboration avec d'autres dirigeants du Parti patriotique, comme Ignacy Potocki et Hugo Kołłątaj, À l'écoute des espérances du peuple pour élargir les droits politiques, en 1791 il adopte la citoyenneté de la ville de Varsovie et sera l'un des artisans de la Constitution polonaise du 3 mai 1791.
Małachowski est condamné par la Confédération de Targowica, formée pour renverser la nouvelle Constitution. Il quitte la Pologne et ne rentre qu'en 1796. Il passe son temps sur ses terres et les possessions familiales. En 1807, il devient président de la Commission d'administration (Komisja Rządząca) et le 5 octobre membre du conseil de ministres du Duché de Varsovie, puis sénateur.
Małachowski est l'un des pères de l'émancipation des paysans et des droits aux soins médicaux.